# دم‌پیسه اکوادوری
دم‌پیسه اکوادوری (نام علمی: Phlogophilus hemileucurus) گونه‌ای از مرغ‌های مگس در تبار خورشیدفرشته‌تباران (Lesbiini) از زیرخانواده خورشیدیان (Lesbiinae) است و در کلمبیا، اکوادور و پرو یافت می‌شود.